# USS Reid (DD-292)
USS Reid (DD-292) là một tàu khu trục lớp Clemson được Hải quân Hoa Kỳ chế tạo vào cuối Chiến tranh Thế giới thứ nhất. Nó là chiếc tàu chiến thứ hai của Hải quân Hoa Kỳ được đặt theo tên Samuel Chester Reid (1783-1861), một sĩ quan hải quân từng tham gia cuộc Chiến tranh 1812. Reid ngừng hoạt động năm 1930 và bị tháo dỡ năm 1931 nhằm tuân thủ quy định hạn chế vũ trang của Hiệp ước Hải quân London.

## Thiết kế và chế tạo
Reid được đặt lườn vào ngày 9 tháng 9 năm 1919 tại xưởng tàu Squantum Victory Yard của hãng Bethlehem Shipbuilding Corporation ở Squantum, Massachusetts. Nó được hạ thủy vào ngày 15 tháng 10 năm 1919, được đỡ đầu bởi bà Joseph W. Powell; và được đưa ra hoạt động vào ngày 3 tháng 12 năm 1919 dưới quyền chỉ huy của Hạm trưởng, Thiếu tá Hải quân V. D. Chapline.

## Lịch sử hoạt động
Được phân về Hải đội 3 trực thuộc Hạm đội Đại Tây Dương, Reid hoàn tất việc chạy thử máy ngoài khơi Cuba vào tháng 2 năm 1920, tham gia các cuộc tập trận trong tháng 3, và đi đến New York vào ngày 26 tháng 4. Nó lên đường hướng về phía Nam vào ngày 1 tháng 5, ghé qua Key West, Florida, rồi đi dọc theo bờ biển vịnh Mexco cho đến giữa tháng 6. Nó về đến Newport, Rhode Island vào ngày 6 tháng 7, nơi nó thực hiện nhiều chuyến đi đến New York trước khi được chuyển sang Charleston, South Carolina vào cuối tháng 9. Trong gần ba năm tiếp theo, nó tiếp tục ở lại vùng bờ Đông, hoạt động dọc bờ biển từ Charleston, Newport, Rhode Island và Yorktown, Virginia, ngắt quãng bởi các đợt ngưng hoạt động ngắn tại Charleston do thiếu hụt nhân sự.
Vào cuối tháng 1 năm 1923, Reid quay trở lại vịnh Guantánamo, Cuba để thực tập cơ động mùa Đông, và vào tháng 2 đã tiếp tục đi đến vùng kênh đào Panama để tập trận. Vào cuối tháng 3, nó quay trở lại Cuba rồi quay về Newport, thực tập ngoài khơi bờ Đông. Vào mùa Đông năm 1924, nó lặp lại các hoạt động tại vùng biển Caribe, nhưng đến mùa Xuân lại hướng sang phía Đông làm nhiệm vụ tại vùng biển Châu Âu.
Vào ngày 28 tháng 6, Reid đi đến Cherbourg, Pháp, và vào ngày 1 tháng 7 gia nhập Hải đội Tuần dương nhẹ. Trong tháng đó, nó viếng thăm các cảng trong biển Baltic và Bắc Hải; thực hiện tuần tra máy bay ngoài khơi Iceland vào giữa tháng 8, và sang tháng 9 đã đi đến Địa Trung Hải. Nó tiếp tục ở lại khu vực Tây Địa Trung Hải cho đến tháng 11, đi ngang qua Crete và Hy Lạp để đến Thổ Nhĩ Kỳ. Trong hai tháng tiếp theo, nó tuần tra tại khu vực Tiểu Á, viếng thăm các cảng tại Levant và Ai Cập, rồi sang tháng 2 năm 1925 tiếp nối các hoạt động ngoài khơi Pháp và Tunisia. Nó rời khu vực Địa Trung Hải vào đầu tháng 5, và sau khi ghé qua các cảng Pháp và Anh đã vượt Đại Tây Dương, về đến New York vào ngày 16 tháng 7.
Vào cuối tháng 8, Reid tiếp nối các hoạt động ngoài khơi Newport, và sang tháng 9 lại đi về phía Nam để thực tập tại vùng biển Caribe. Đến tháng 12, nó được đại tu tại Philadelphia, Pennsylvania trước khi quay trở lại vùng biển Caribe. Được phân về Hạm đội Tuần tiễu trong bốn năm tiếp theo, nó luân phiên các chuyến đi huấn luyện dọc theo bờ Đông với các hoạt động thực hành tại vùng biển Caribe và vịnh Mexico. Từ ngày 24 tháng 4 đến ngày 12 tháng 6 năm 1927, nó tham gia chiến dịch thứ hai tại Nicaragua, tuần tra dọc bờ biển, chuyển giao tiếp liệu và thư tín cho các đơn vị Thủy quân Lục chiến trên bờ cũng như trợ giúp tịch thu vũ khí của các bên xung đột.
Đến năm 1929, Reid được đề cử cho ngừng hoạt động. Nó hoàn tất chuyến đi cuối cùng đến Philadelphia vào ngày 30 tháng 8 năm 1929, và được cho xuất biên chế tại đây vào ngày 1 tháng 5 năm 1930. Tên nó được cho rút khỏi danh sách Đăng bạ Hải quân vào ngày 22 tháng 10 năm 1930, và nó bị bán cho hãng Boston Iron & Metal Company ở Baltimore, Maryland vào ngày 17 tháng 1 năm 1931 để tháo dỡ nhằm tuân thủ các điều khoản hạn chế vũ trang của Hiệp ước Hải quân London.